# Kronschlot

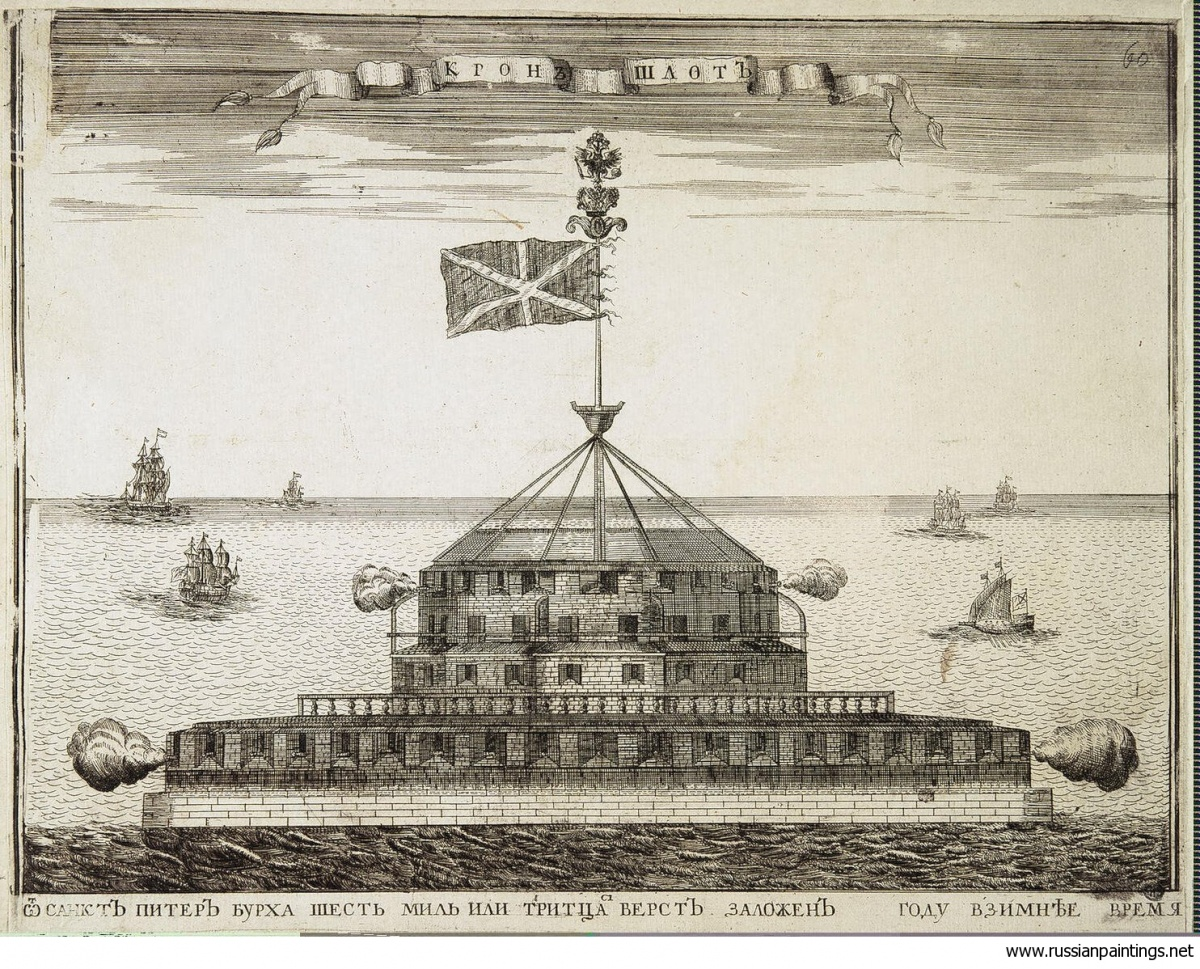
Festung Kronslot (Zeitgenössische Darstellung)

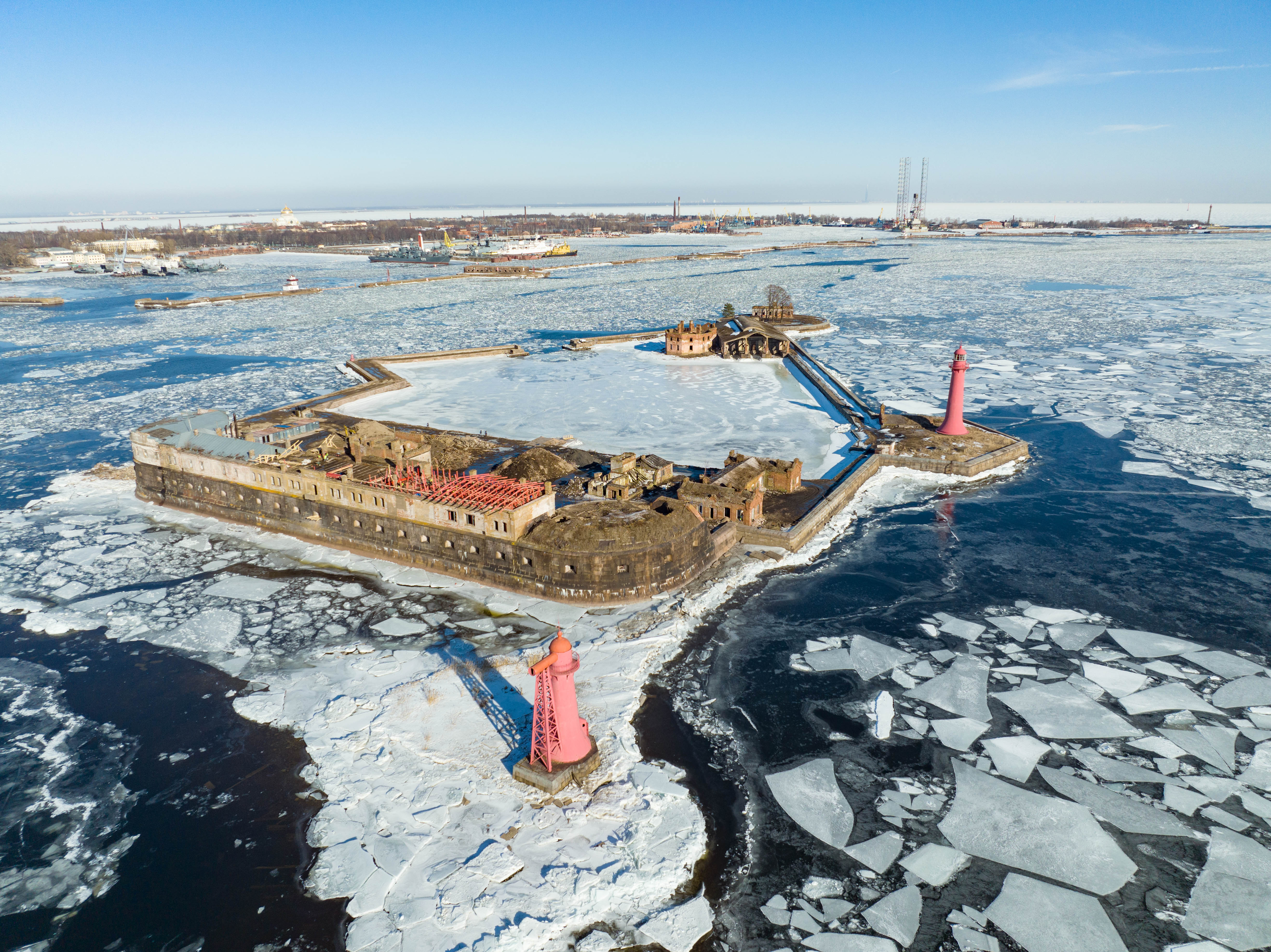
Überreste des ehemaligen Fort Kronschlot

Kronschlot oder Kronslot (russisch Кроншлот) ist eine im Meer gelegene russische Festungsanlage aus dem 18. Jahrhundert vor der Insel Kotlin, dem heutigen Kronstadt im Finnischen Meerbusen. Heutzutage sind nur noch Überreste der Festung auffindbar.
Die Festungsstadt Kronstadt liegt auf der Ostseeinsel Kotlin, 30 Kilometer westlich von Sankt Petersburg. Das Fort Kronschlot liegt auf zwei kleinen vorgelagerten Inseln vor dem Hafen.

## Geschichte
Kurz nach Eroberung der Newamündung durch russische Armeeeinheiten 1703 im Großen Nordischen Krieg begann der Bau von Sankt Petersburg an der Newamündung. Die Stadt sollte neue russische Hauptstadt werden und das Fenster Russlands nach Westen repräsentieren. 1704 wurden auf der vor Sankt Petersburg gelegenen Insel weitere Befestigungen errichtet, um den Zugang nach Sankt Petersburg vor schwedischen Angriffen von See her zu schützen.
Südlich von Kotlin wurde Kronschlot von Soldaten unter der Leitung von Alexander Danilowitsch Menschikow errichtet. Das Fort bestand aus einem dreistöckigen Turm. Das verwendete Material bestand aus Ziegeln und Holz. Der Turm stand auf einem Fundament aus hölzernen Pfählen. Bewaffnet war der Turm mit 14 Kanonen. Am 7. Mai 1704 wurde das Fort in Betrieb genommen. Der Tag gilt gleichzeitig als Gründungsdatum vom Kronstadt. Kurz danach folgten bis 1706 wiederholte Angriffe der schwedischen Flotte gegen Kronstadt. Alle Angriffe konnten seeseitig abgewehrt werden. Von 1716 bis 1722 erfolgten umfangreiche Umbaumaßnahmen. Ein Hafen wurde von Edward Lane angelegt. 1747 wurde der verfallene Turm abgetragen. Zwischen 1797 und 1807 wurden zusätzlich Granitplatten auf den Festungsmauern angebracht. 1808 wurde an der Nordwestseite des Forts eine weitere Batterie errichtet und die Bewaffnung auf 104 Kanonen aufgestockt. Von 1850 bis 1854 wurde das Fort vom Ingenieur I.A. Zakrzhetski erneuert. Die Insel wurde mit Sand aufgeschüttet. Das geplante dreistöckige Werk mit Kasematten konnte aufgrund des Krimkrieges nicht fertiggestellt werden.
Kronschlot folgten im Verlauf des 18. und 19. Jahrhunderts eine ganze Reihe von Festungswerken der Festungsanlage Kronstadt.